# 第14方面軍 (日本軍)
第14方面軍（だいじゅうよんほうめんぐん）は、大日本帝国陸軍の方面軍の一つ。
第14軍（だいじゅうよんぐん）は、1941年（昭和16年）11月6日に南方軍隷下の軍として設置され、フィリピン方面を作戦地域とした。1944年7月に第14方面軍に改編昇格した。

## 第14方面軍概要
- 通称号：尚武集団
- 編制時期：1941年11月6日、1944年7月28日改編昇格
- 最終位置：フィリピン・ルソン島
- 上級部隊：南方軍

## 第14方面軍の人事
※1944年7月28日から第14方面軍司令官、参謀長、参謀副長及び高級参謀

### 歴代司令官

#### 第14軍司令官
- 本間雅晴 中将：1941年11月6日 -
- 田中静壱 中将：1942年8月1日 -
- 黒田重徳 中将：1943年5月19日 - 1944年7月28日

#### 第14方面軍司令官
- 黒田重徳 中将：1944年7月28日 -
- 山下奉文 大将：1944年9月26日 -

### 歴代参謀長

#### 第14軍参謀長
- 前田正実 中将：1941年11月6日 -
- 和知鷹二 少将：1942年2月20日 -
- 諌山春樹 中将：1944年3月22日 -
- 山口槌夫 少将：1944年6月19日 - 1944年7月28日

#### 第14方面軍参謀長
- 佐久間亮三 少将：1944年7月28日 -
- 武藤章 中将：1944年10月5日 -

### 歴代参謀副長

#### 第14軍参謀副長
- 林義秀 少将：1941年11月6日 - 1942年7月9日
- 宇都宮直賢 大佐：1943年10月14日 - 1944年5月26日
- 小森田親玄 大佐：1943年12月13日 - 1944年3月22日
- 山口槌夫 少将：1944年4月 -
- 友近美晴 大佐：1944年6月19日 - 1944年7月28日

#### 第14方面軍参謀副長
- 西村敏雄 少将：1944年9月22日 - 1944年12月30日
- 宇都宮直賢 大佐：1944年10月20日 - 終戦
- 小沼治夫 少将：1944年12月11日 - 1945年6月16日

### 歴代高級参謀

#### 第14方面軍高級参謀
- 小林修治郎 大佐：1944年7月28日 - 終戦
- 久米川好春 大佐：1944年12月11日 - 終戦

### 最終司令部構成
- 司令官：山下奉文大将
- 参謀長：武藤章中将
- 参謀副長：宇都宮直賢少将
- 高級参謀：久米川好春大佐
- 高級参謀：小林修治郎大佐
- 高級副官：永田繁一大佐
- 兵器部長：山本笹樹少将
- 経理部長：奈良五市主計少将
- 軍医部長：中嶌晴彦軍医中将
- 獣医部長：市岡朝祐獣医大佐
- 法務部長：西春英夫法務大佐

## 略年表
- 1941年11月6日 - 第14軍を編制（隷下：第16師団、第48師団、第65旅団）
- 1942年1月 - 第48師団が蘭印作戦のため第16軍に編入
  - 6月 - 大本営直属となる。
  - 7月 - 第4師団が内地に復員
- 1943年11月 - 独立守備隊三個と第65旅団所属の歩兵第142連隊（松江）が独立混成旅団に改編される。
- 1944年3月 - 再び南方軍の隷下に編入される
  - 4月 - 第30師団を隷下部隊とし、ミンダナオ島へ派遣
  - 6月 - 独立混成旅団を師団に改編した第100・第102・第103・第105師団が編入された
  - 6月15日 - 独立混成第55旅団を隷下部隊とする
  - 7月28日 - 第14方面軍に昇格改編
  - 8月 - 第8師団、第10師団を隷下部隊とする
  - 8月4日 - 第35軍を編制し戦車第2師団と共に隷下部隊とする（第16師団、第30師団を移管）
  - 10月22日 - 司令官・大将山下奉文が第35軍にレイテ決戦を命じる
  - 12月 - 第19師団、第23師団を隷下部隊とする
- 1945年2月13日 - 第1挺進集団、第4飛行師団を隷下部隊とする
  - 3月6日 - 第41軍を編制、隷下部隊とする（第8師団を移管）
  - 9月2日 - 無線連絡回復により戦闘停止命令を受けた山下らが下山[1]。
  - 12月8日 - 山下、B級戦犯としてマニラ軍事裁判で死刑の宣告を受ける。
- 1946年（昭和21年）2月23日 - 山下が処刑される（59歳没）。

## 最終所属部隊
※（）内は通称号
- 第35軍（尚集団）
  - 第16師団（垣兵団）
  - 第30師団（豹兵団）
  - 第100師団（拠兵団）
  - 第102師団（抜兵団）
  - 独立混成第54旅団（萩兵団）

- 第41軍（振武集団）
  - 第8師団（杉兵団）

- 第1師団（玉兵団）
- 第10師団（鉄兵団）
- 第19師団（虎兵団）
- 第23師団（旭兵団）
- 第26師団（泉兵団）
- 第103師団（駿兵団）
- 第105師団（勤兵団）
- 戦車第2師団（撃兵団）
- 第1挺進集団（鸞兵団）
- 第4飛行師団（翼兵団）
- 第68旅団 （星兵団）
- 独立混成第55旅団（菅兵団）
- 独立混成第58旅団（盟兵団）
- 第2航空通信団：藤沢繁三中将
  - 第2航空通信司令部：藤沢繁三中将
    - 第6航空通信連隊：中谷敏男中佐
    - 第17航空通信隊：森下俊士少佐
    - 第22航空通信隊：横尾純義少佐

  - 第2航空測量隊：小笠原尚三中佐
  - 第5対空無線隊：高須賀勝太大尉
  - 第9対空無線隊：中馬時三大尉
  - 第24対空無線隊：吉田三次大尉
  - 第25対空無線隊：香取浩夫大尉
- 第6鉄道輸送司令部：田村理七少将
  - 鉄道第8連隊：柳明雄中佐
- 第6野戦輸送司令部：本間幸太郎大佐
  - 独立自動車第62大隊：徳永一少佐　 　
  - 独立自動車第63大隊：井上辰夫少佐
- 陸軍病院
  - 南方第12（マニラ）：石井正己軍医少将
  - 南方第13（ダバオ）：村山庸三郎軍医大佐
  - 南方第14（セブ）：真田武雄軍医中佐

砲兵部隊
- 野戦重砲兵第12連隊：岡田季吉中佐
- 独立重砲兵第4大隊：大石正義中佐
- 独立速射砲第18大隊：小林平太郎少佐
- 独立速射砲第20大隊：岩元行衛中佐
- 独立速射砲第25大隊：堀英毅大尉
- 独立速射砲第26大隊：岡田利万大尉
- 独立機関銃第26大隊：五嶋真佐男大尉
- 中迫撃砲第6大隊：藤井正次大尉
- 中迫撃砲第7大隊：佐藤清大尉

防空部隊
- 野戦高射砲第77大隊：鈴木次郎大尉
- 野戦高射砲第84大隊：熊野九一少佐
- 野戦照空第2大隊：片山国雄少佐

船舶工兵部隊
- 船舶工兵第19連隊：浅野束中佐（最終位置：スリガオ）
- 船舶工兵第21連隊：浜園忠夫少佐（最終位置：マニラ）
- 船舶工兵第25連隊：中村喜一少佐
- 船舶工兵第32連隊：大村靖雄中佐
- 船舶工兵第1補充隊

船舶関連部隊
- 第3船舶輸送司令部マニラ支部：守下敏夫中佐
- 第3船舶輸送司令部セブ支部：光井光治大佐
- 第15揚陸隊：鈴木文雄中佐
- 海上輸送第8大隊：溝口似郎中佐
- 海上輸送第9大隊：川内義隆少佐
- 海上輸送第10大隊：飯島祐少佐
- 第5野戦船舶廠：松山初之大佐
- 第61碇泊場司令部：小室徳助中佐
- 第63碇泊場司令部：佐藤藻少佐

航空関連地上部隊
- 第132飛行場大隊：岡本実吉少佐
- 第5航空特種通信隊：松尾岩雄少佐
- マニラ陸軍航空廠：植山英武少将

兵站部隊
- 独立工兵第65大隊：鈴木彦平大尉
- 第85兵站地区隊：牧重雄大佐（最終位置：ロザリオ ）
- 第88兵站地区隊：松本万作大佐（最終位置：マニラ）
- 第49野戦道路隊：桜井百之十少佐
- 第57野戦道路隊：小泉勉大尉
- 第58野戦道路隊：平山一麿大佐
- 第12野戦勤務隊：高野秀太郎大佐
- 第22野戦勤務隊：小瀧詮中佐（最終位置：カガヤン）
- 第16野戦郵便隊：斎藤幣一大佐
- 第3移動兵器修理隊
- 第16患者輸送隊：江口森作中佐
- 第30野戦防疫給水部：中黒秀外之軍医中佐

通信部隊
- 電信第2連隊：山田信一大佐
- 電信第27連隊：藤木武夫大佐

兵站病院
- 第74兵站病院：久保隆三軍医中佐（最終位置：バギオ）
- 第129兵站病院：義沢武夫軍医少佐（最終位置：ダモルテス）
- 第134兵站病院：長谷川徹軍医中佐
- 第137兵站病院：伊藤卓蔵軍医中佐
- 第138兵站病院：飯田浩造軍医中佐（最終位置：レイテ島）
- 第139兵站病院：山田健軍医少佐

第14方面軍補給廠
- 第14方面軍野戦兵器廠：松尾能雄大佐
- 第14方面軍野戦自動車廠：鎌田精一郎大佐
- 第14方面軍野戦貨物廠：岩倉虎次郎主計大佐

其他直轄部隊
- 第14方面軍教育隊
- 第14方面軍憲兵隊：増岡賢七少将
- 第14方面軍兵站監部：洪思翊中将
- 比島俘虜収容所：高崎郁少佐

## 関連作品

### コンピューターゲーム
- 『The New Order : Last Days of Europe』（歴史シミュレーション「Hearts of Iron IV」の大型MOD）

日本が二次大戦で勝利したこの世界観では、第14方面軍が引き続きフィリピンに駐屯して諸島内の共産ゲリラと親米派に対処している